# Loris esvelt vermell
El loris esvelt vermell (Loris tardigradus) és petit primat nocturn, natiu de les selves de Sri Lanka. Aquesta espècie ocupa la 67a posició dins la llista de les 100 espècies de mamífers de tot el món, considerades més Evolutivament Diferents i Globalment en Perill d'Extinció

## Classificació i taxonomia
S'han identificat dues subespècies de loris esvelt vermell.
- Loris tardigradus nycticeboides (Osman Hill, 1942). Fins fa poc, aquesta subespècie de loris esvelt només havia estat vista en quatre ocasions entre 1937 i 1939. Posteriorment va desaparèixer durant més de 60 anys, fins al punt que molts experts la van arribar a considerat extinta. El 2002, un equip d'investigadors britànics de la Societat Zoològica de Londres el va fotografiar en un bosc del centre de Sri Lanka.[2]
- Loris tardigradus tardigradus (Linnaeus, 1758)

## Descripció
Aquest petit primat esvelt es caracteritza per tenir uns ulls grans que miren cap a davant i que utilitza per tenir una percepció precisa de la profunditat. Té unes extremitats llargues i primes, amb un dit índex ben desenvolupat. Destaquen l'absència de cua, i unes grans orelles prominents, que són primes, arrodonides i sense pèl a les vores. El seu cos té una mida que varia entre 18 i 25 centímetres i un pes que oscil·la entre 85 i 370 grams.
El seu pelatge dens i suau, és de color marró vermellós a l'esquena, i de color blanc grisenc al ventre, el qual estat lleugerament esquitxat per una mica de pèl platejat. El rostre és fosc i té una franja pàl·lida entre els ulls.

## Distribució i hàbitat
El loris esvelt vermell viu a les selves (fins a 700 metres d'altitud) tropicals de les zones humides del sud-oest de Sri Lanka.
El Masmullah Proposed Forest Reserve alberga una de les poques poblacions restants de loris esvelt vermell, i és considerat una zona sensible de biodiversitat. Registres de la dècada de 1960 suggereixen que visqué a la zona costanera, encara que actualment es considera extint allà.

## Comportament

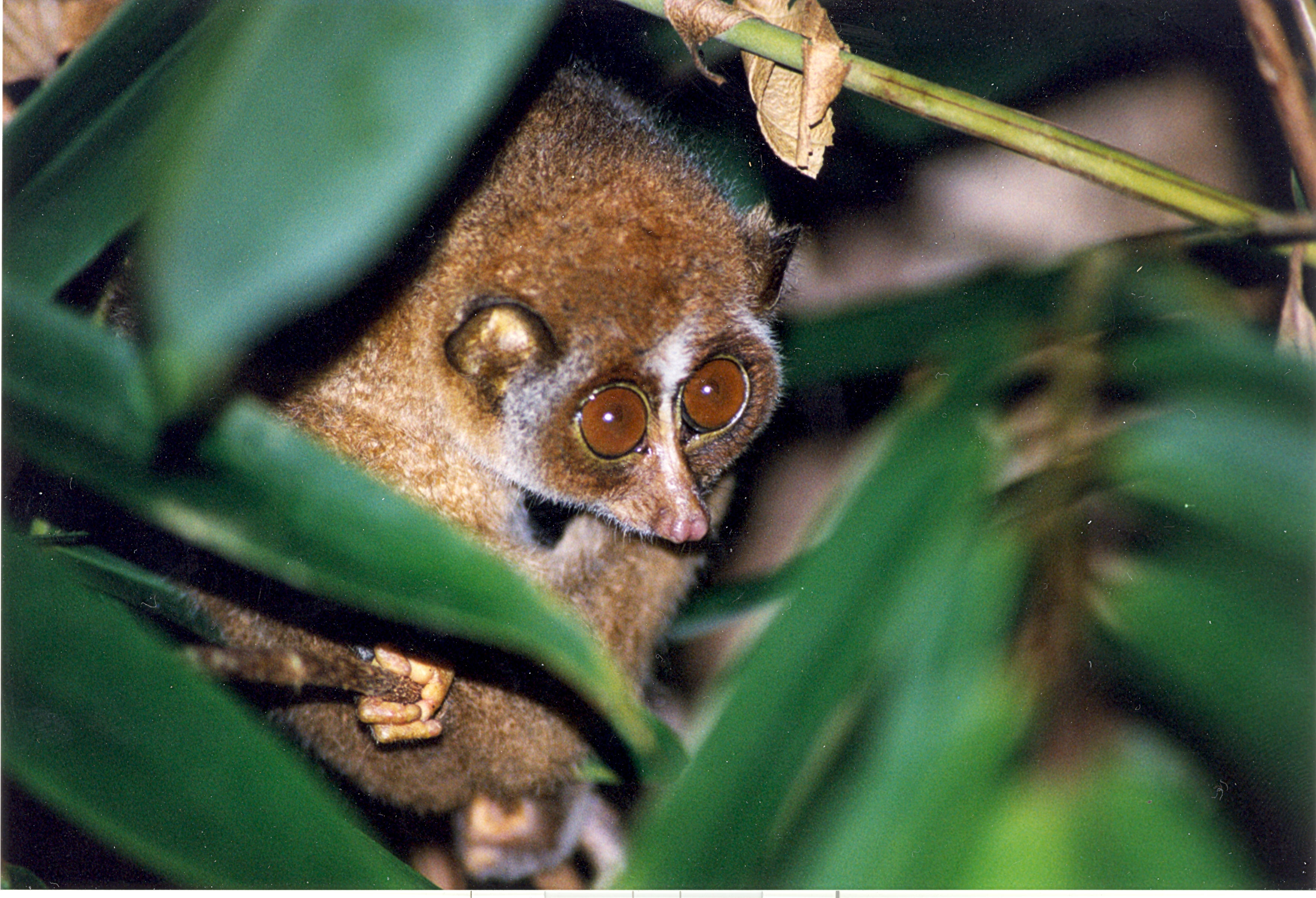
El loris esvelt vermell és arbori

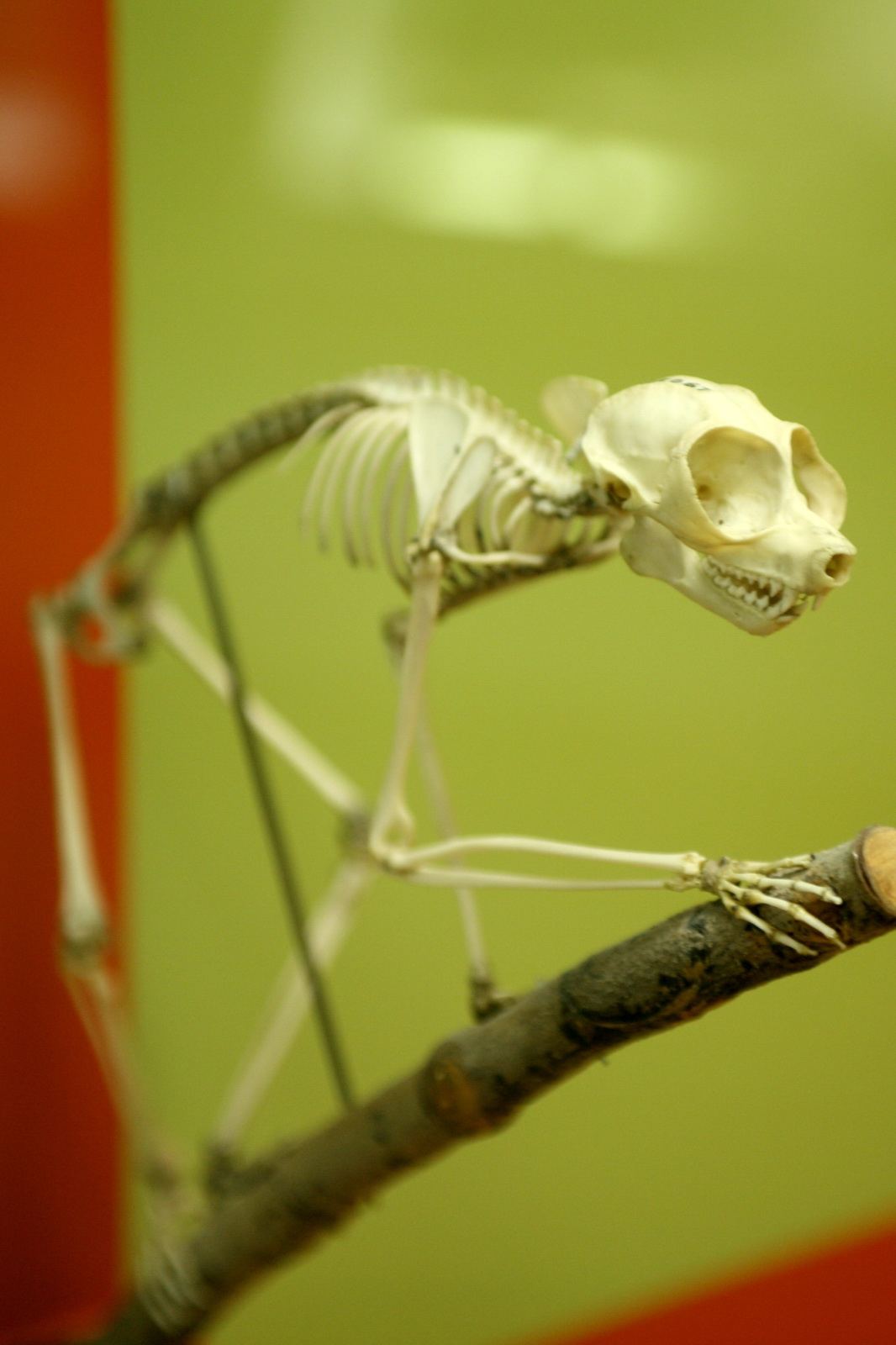
Esquelet de loris esvelt vermell

El loris esvelt vermell es diferencia del seu congènere, el loris esvelt gris, en què sovint es mou ràpidament pels arbres. Forma petit grups socials, que estan formats per adults d'ambdós sexes, així com individus joves. Aquesta espècie és una de les espècies de primat nocturn més sociables. Durant el dia dormen en grups als embulls de branques, o arrupits amb el cap entre les potes. El loris esvelt vermell construeix nius de fulles o cerca forats als arbres o llocs segurs similars, per viure-hi. Els grups es fan neteges mútues i lluiten jugant. Els adults cacen generalment per separat durant la nit.

### Dieta
L'espècie de planta de la que més s'alimenta és Humboldti laurifolia, que té una densitat global de 1077 arbres/ha. Aquesta planta és una espècie vulnerable que té una relació mutualista amb les formigues, el qual li proporciona al loris esvelt vermell una font d'aliments abundant.
Són animals principalment insectívors, encara que també s'alimenten d'ous d'ocells, baies, fulles, gemmes, i ocasionalment invertebrats, així com dragons i lacertilis. Per maximitzar l'absorció de proteïnes i nutrients, consumeixen cada part de les seves preses, incloses les escates i els ossos.

### Reproducció
Les femelles són dominants, assoleixen la maduresa sexual als 10 mesos i són receptives als mascles dos cops per any. Aquesta espècie s'aparella mentre penja cap per avall de les branques. En captivitat no es reprodueixen si no disposen d'una branca adequada. El període de gestació varia entre 166 i 169 dies, després dels quals la femella dona a llum 1 o 2 cries, a les quals alimenta durant 6 o 7 mesos.
Es creu que l'esperança de vida d'aquesta espècie es troba, a la natura, entre 15 i 18 anys.

## Amenaces
El loris esvelt vermell és una espècie en perill. La seva major amenaça és la destrucció del seu hàbitat. Se'ls captura i mata molt per fer-los servir en suposats remeis per les malalties de l'ull. És presa de serp, gossos i alguns peixos. Altres amenaces inclouen: l'electrocució amb cables elèctrics, atropellaments i el comerç de mascotes.

## Estat de conservació
El loris esvelt vermell fou el 2007 una de les 10 espècies focus del projecte Evolutionarily Distinct and Globally Endangered (EDGE).
Un èxit primerenc ha estat el redescobriment d'un loris esvelt pràcticament desconegut (Loris tardigradus nycticeboides). Originalment documentat el 1937, només hi havia hagut quatre registres coneguts en els últims 72 anys, i durant més de 60 anys, fins al 2002, la subespècie es va creure extinta. El redescobriment de finals del 2009 i la captura per part d'un equip de treball sota el programa EDGE de la Societat Zoològica de Londres, s'ha traduït en el primer examen físic detallat i les primeres fotografies de la subespècie de la història. Les limitades proves disponibles suggereixen que podria ser que només existissin uns 100 individus, el que el convertiria en un dels cinc primats més amenaçats de tot el món.